# Charlene Warren-Peu
Charlene Evelyn Dolly Warren-Peu (* 9. Juni 1979) ist eine britische Politikerin auf den Pitcairninseln.
Sie war vom 1. Januar 2020 bis 31. Dezember 2022 Bürgermeisterin der Inselgruppe und damit höchste lokale Politikerin. Warren-Peu war die erste Frau in der 230-jährigen Geschichte, die dieses Amt bekleidete.

## Lebensweg
Warren-Peu ist in achter Generation der Meuterer auf der Bounty auf den Pitcairninseln geboren. Ihre Mutter zählt zu den ersten Frauen, die Mitglied des Inselrates war. Ihr Vater war von 1991 bis 1999 Magistrat auf der Inselgruppe und von 2005 bis 2007 Bürgermeister. Warren-Peu ist hauptberuflich für das lokale Postamt zuständig und betreibt nebenbei eine touristische Unterkunft und eine Imkerei. Ihr Ehemann Vaine Warren-Peu stammt von den Cookinseln. Sie haben fünf Kinder.
Warren-Peu wurde 2013 erstmals in den Inselrat gewählt und wurde 2015 und 2017 zur Vizebürgermeisterin. 2019 gewann sie mit großem Vorsprung die Wahl zur Bürgermeisterin.